# Piersianowskij
Piersianowskij (ros. Персиановский) – osiedle w Rosji, w obwodzie rostowskim, w rejonie oktiabrskim. W 2010 liczyło 7592 mieszkańców.